# Râul Unguroaia
Râul Unguroaia este un curs de apă, afluent al râului Prisaca. 